# Jalid El-Masri
Jalid El-Masri (29 de junio de 1963) es un ciudadano alemán que fue secuestrado, encarcelado e interrogado durante varios meses por la CIA.

## Biografía
Jalid nació en Kuwait de padres libaneses. Exilió a Alemania en 1985 para escapar de la guerra civil libanesa. Obtuvo la ciudadanía alemana en 1995, se casó con una libanesa en 1996 y tiene varios hijos.
Jalid viajó de Ulm para ir de vacaciones en Skopie (Macedonia del Norte) al fin del año 2003. Fue detenido en la frontera de Macedonia por oficiales de este país el día 31 de diciembre de 2003, porque su nombre fue casi idéntico con el de Jalid al-Masri, acusado de haber ayudado al Qaeda en Hamburgo. Sospecharon que su pasaporte alemán era falso. Fue detenido en un motel en Macedonia durante más de tres semanas e interrogado.
Los oficiales macedonios contactaron con la sección de la CIA en Macedonia, que a su vez contactó con la sede central en Langley. Jalid fue transferido a los estadounidenses, los cuales le pegaron, le desnudaron, le dieron drogas y un enema. Le vistieron con un pañal y un mono de vestir y volaron en un Boeing 737 N313P para Bagdad, después a "the salt pit", un centro de interrogatorios de la CIA en Afganistán donde había prisioneros de Pakistán, Tanzania, Yemen y Arabia Saudita.
En Afganistán El-Masri fue golpeado e interrogado. Fue confinado en una celda y le dieron poco para comer y agua podrida. En febrero oficiales de la CIA en Kabul comenzaron a suponer que su pasaporte era original. Fue enviado a la sede de la CIA en Langley donde en marzo concluyeron que era original. En marzo de 2004 El-Masri participó en una huelga de hambre. Después de 27 días sin comer, forzó una cita con alguien llamado "The Boss". Concluyeron que no tenía que estar detenido pero rechazó darle la libertad. El-Masri continuó su huelga durante diez días más hasta que fue alimentado de forma forzada y le dieron atención médica. Había perdido 60 libras desde de su secuestro en Macedonia.
En abril de 2004, el director de la CIA George Tenet fue informado de que El-Masri había sido detenido erróneamente. La Consejera de Seguridad Nacional Condoleezza Rice fue informada en mayo y ordenó que fuera puesto en libertad. Lo hicieron el día 28 de mayo después de una segunda orden de Rice. Los oficiales estadounidenses le dijeron que sería puesto en libertad si nunca contaba a nadie su historia. Le llevaron en avión a Albania, dejándole durante la noche en una carretera, sin dinero para regresar a casa. Fue detenido de nuevo por los albaneses que creyeron que era un terrorista por su apariencia. Se reunió con su mujer que había regresado al Líbano con sus hijos porque había creído que su marido las había abandonado. Con un análisis de isótopos, científicos del archivo bávaro de geología en Múnich analizaron su pelo y verificaron que había sufrido de malnutrición durante su desaparición.
El Washington Post escribió el 4 de diciembre de 2005 que el inspector general de la CIA estaba investigando una serie de "secuestros erróneos", incluyendo el de El-Masri. 
El 5 de diciembre de 2005 la canciller alemana Angela Merkel dijo que los Estados Unidos habían admitido que fue un error el secuestrar a El-Masri.
El día 6 de diciembre de 2005 la American Civil Liberties Union ayudó a El-Masri a plantear una demanda en Estados Unidos contra el antiguo director de la CIA, George Tenet, y contra los propietarios de los aviones privados, prestados al gobierno estadounidense, usados por la CIA para transportarle. El-Masri tuvo que participar a través de videoconferencia porque las autoridades estadounidenses otra vez le confundieron con el terrorista de al-Qaeda Jalid al-Masri y le negaron la entrada al país cuando su avión llegó a Estados Unidos. Aunque también le negaron la entrada a su abogado Manfred Gnjidic sin razón aparente.
El-Masri publicó su historia en la Los Angeles Times.